# Аннетте Гон
Аннетте Гон (нім. Annette Hohn, 22 листопада 1966) — німецька академічна веслувальниця.
Бронзова призерка Олімпійських Ігор 1992 року в складі розпашної четвірки без стернової.
Срібна призерка Чемпіонату світу 1989 року в складі вісімки, бронзова призерка 1990 року в складі вісімки.